# 美並村 (岐阜県)

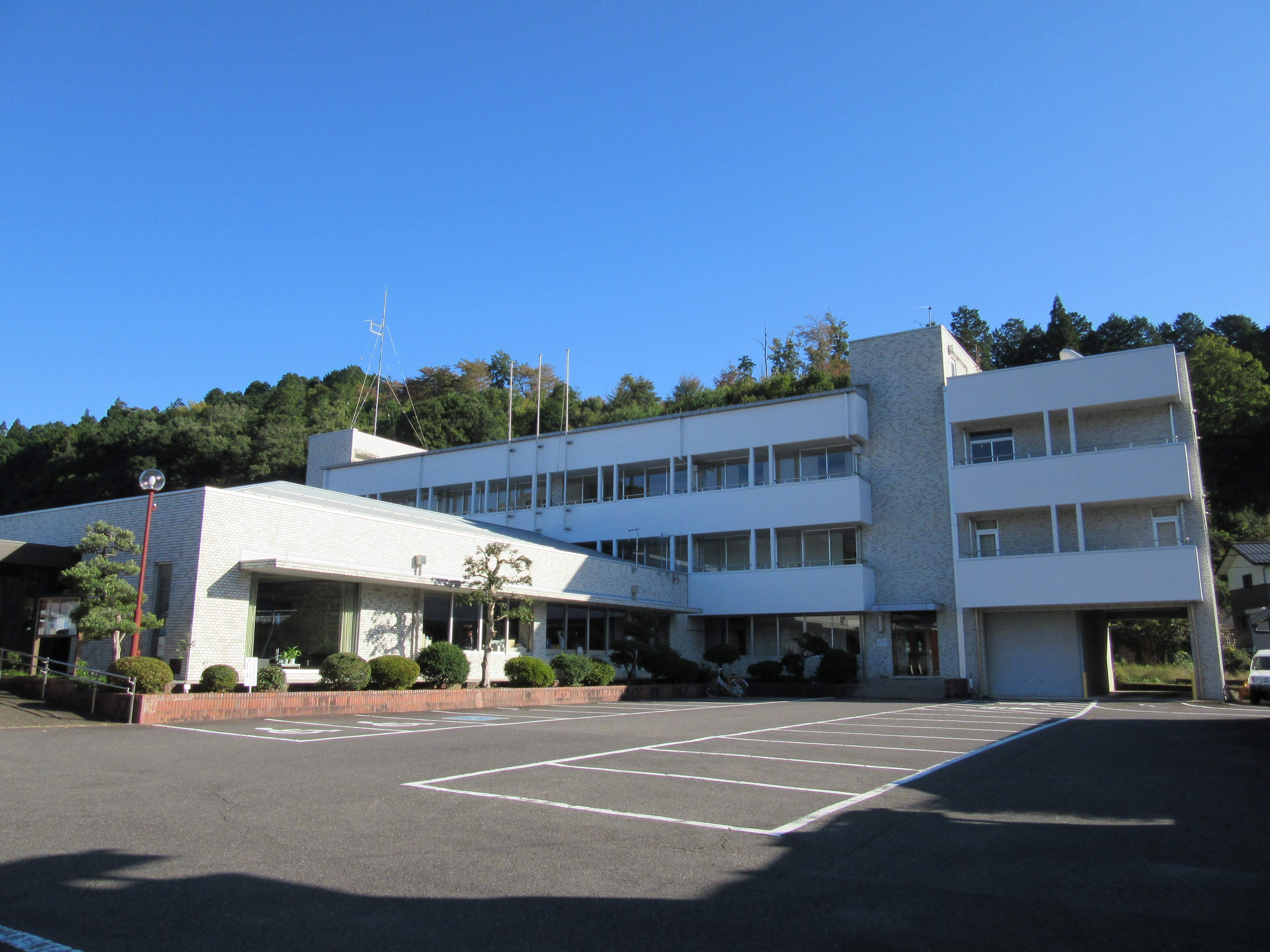
郡上市美並事務所

美並村（みなみむら）は、岐阜県郡上郡にあった村。
濃尾平野から少し北に入ったところにある村で、人口は合併直前の地点で5000人程で長良川の平地に沿って中小の工場が多くあり農林漁業より工業が盛んだったこともあって平成の大合併前の岐阜県の村では人口が最多だった。2004年3月1日に郡上郡の7町村で合併して郡上市となった。
日本の人口の重心に位置する村として名を馳せていた。

## 地理
岐阜県中部、飛騨高地の南に位置する。村域の西に瓢が岳（ふくべがたけ）があって1,000メートルを越えるが、それ以外は標高500〜600メートル程度の低い山地である。村を北から南に貫流する長良川沿いに平地があり、人口が集中する。支流の粥川谷のウナギは、神の使いとして尊崇され、国の天然記念物に指定されている。
- 山: 瓢が岳 (1,163m)
- 河川: 長良川、粥川谷

年平均気温は15.3度。年間降水量の平均は2,498mm。

### 隣接していた自治体
- 美濃市[1]
- 郡上郡八幡町[1]（現在は郡上市の一部）
- 武儀郡武儀町、上之保村、洞戸村[1]（現在は関市の一部）

## 歴史
- 1954年（昭和29年）11月1日 - 下川村と嵩田村が合併して発足。
- 1924年（大正13年）12月9日 - 粥川ウナギが天然記念物の指定を受ける[2]。
- 2004年（平成16年）3月1日 - 八幡町、大和町、白鳥町、高鷲村、明宝村、和良村と合併し郡上市が発足。同日美並村廃止。

## 行政
美並村最後の村長は河合辰男、2001年4月1日の議員定数は12人、一般職職員数は82人であった。

## 経済

### 産業
農業は平地の不足、林業は日本全体の林業の低迷によって振るわず、2000年には農業就業者が1割に満たなくなった。代わりに機械工業が立地し、1945年に軸受メタル（大同メタル）、1961年に印刷機 （ミノグループ）、1974年にナットやボルト （青山製作所） の製造工場が建った。これらは合併で美並村がなくなった2004年4月現在も操業している。
- 産業人口（2000年）

| 第1次産業就業者数 | 58    |
| 第2次産業就業者数 | 1,160 |
| 第3次産業就業者数 | 1,087 |

## 教育
- 美並村立郡南中学校
- 美並村立三城小学校
- 美並村立吉田小学校

### 2004年以前に廃校となった学校
- 美並村立南上田小学校（1965年廃校）
- 美並村立下川小学校（1970年廃校）
  - 美並村立下川小学校大原分校（1970年廃校）
  - 美並村立下川小学校三戸分校（1970年廃校）
- 美並村立高山小学校（1970年廃校）
- 岐阜県立郡上高等学校郡南分校（1970年廃校）

## 交通

### 鉄道路線
- 長良川鉄道
  - 越美南線：母野駅 - 木尾駅 - 半在駅 - みなみ子宝温泉駅 - 大矢駅 - 福野駅 - 美並苅安駅 - 赤池駅 - 深戸駅

### 道路
高速道路
- 東海北陸自動車道
  - 美並インターチェンジ
  - 瓢ヶ岳パーキングエリア

一般国道
- 国道156号

主要地方道
- 岐阜県道61号大和美並線

一般県道
- 岐阜県道315号白山内ヶ谷線
- 岐阜県道323号鹿倉白山線
- 岐阜県道324号白山美濃線
- 岐阜県道325号大原富之保線

## 名所・旧跡・観光スポット・祭事・催事
- 熊野神社（神の御杖杉 国の天然記念物）
- 星宮神社（大般若経残巻 国の重要文化財）
- 美並ふるさと館（円空ふるさと館・美並村生活資料館）
- 日本まん真ん中センター

## 出身有名人
- 円空（推定）